# Rižana (fleuve)
Le Rižana (en Slovène), ou le Risano (en italien), est un fleuve de la péninsule d'Istrie dans l'ouest de la Slovénie. C'est le seul cours d'eau important de la côte slovène qui coule directement dans la mer Adriatique, et la plus importante source d'eau pour la côte slovène.
Aux abords de Koper le Rižana traverse la plus grande zone humide brachiale de Slovénie, protégée en tant que réserve naturelle de Škocjan (Škocjanski zatok en Slovène) depuis 1998 (IUCN categorie IV).

## Description

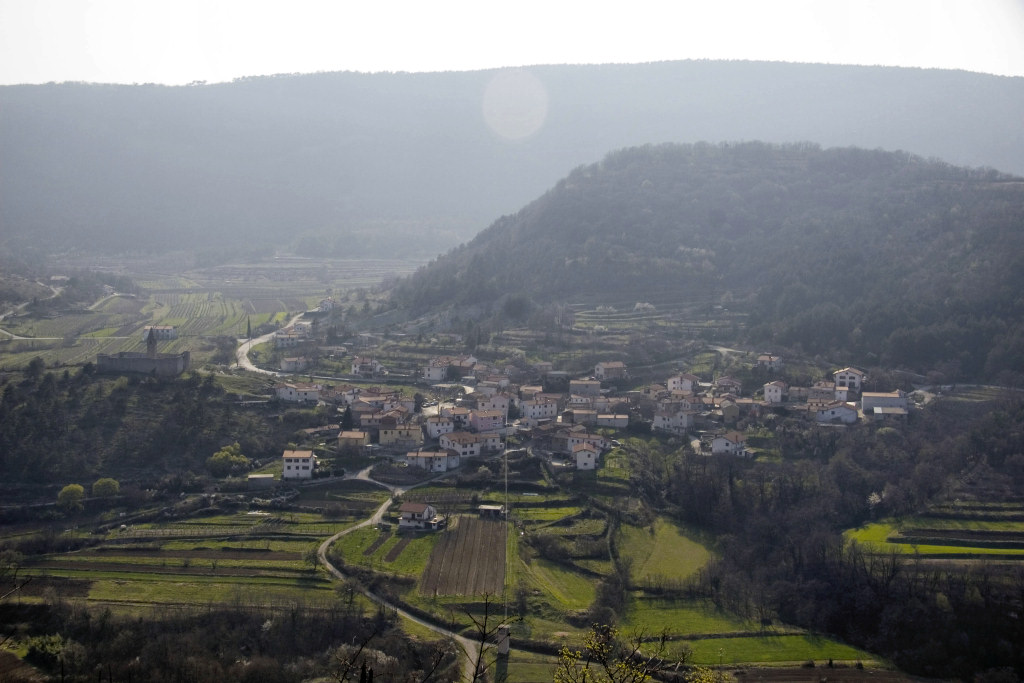
Vue panoramique de Hrastovlje, source du Rižana

Ce fleuve de l'Istrie slovène est long de 14 km ; la surface de son bassin versant est de 204,5 km². Il prend source à Hrastovlje, à environ 200 m d'altitude. Il rejoint la mer Adriatique à Koper dans le golfe de Trieste, où il se divise en trois branches dont le canal de Razbremeninik au nord. Sa branche gauche (la plus au sud) traverse la Réserve naturelle de Škocjan, une zone de riche biodiversité classée Natura 2000. 
Il est caractérisé par des siphons, ravins et cours d'eau souterrains, ainsi que par des poches d'eau profondes, des rapides et des cascades, et bordé de végétation propice aux poissons comme la truite. 
Pendant l'été il est presque à sec, à cause de la sécheresse et du prélèvement d'eau. 
Le Rižana est divisé en 4 districts: 
- district « A » : de la source jusqu'au barrage de Porton ;
- district « Catch & Release » (pêche et relâche) : du barrage de Porton en aval sur deux cents mètres (barbless hooks only!) ;
- district « B » : de la fin du district « Catch & Release » jusqu'au barrage de Norbed ;
- district « C » : du barrage de Norbed à la mer Adriatique[3].

## Histoire
Prélèvements
La quantité d'eau dans le Rižana dépend d'une combinaison de facteurs : le niveau d'eau dans le sol, les précipitations, et les apports de ses tributaires mineurs. Ses  tributaires sont petits et ont les caractéristiques de torrents s'asséchant en été. Une étude en 1996 démontra que des prélèvement d'eau limités en automne et au printemps n'ont pas d'impact marquant sur l'hydrologie du cours d'eau, mais qu'en été leur impact est décisif pour la qualité de l'eau.  
Les prélèvements d'eau sur le Rižana remontent au début du XIXe siècle, quand la vallée du Rižana était le grenier de la ville de Trieste et de ses environs. 33 moulins à eau fonctionnaient dans la vallée – aucun n'est en activité de nos jours. Le Rižana a été une source d'eau municipale depuis 1935. Après 1960 ces prélèvements ont augmenté dû à la croissance de la population et au développement de l'industrie et du tourisme. Une étude achevée en 1994, listait les usagers et pollueurs du fleuve. Deux piscicultures en amont du Rižana prélèvent de l'eau ; en aval, l'irrigation en prélève également – au total 0.074 m3/s qui sont contrôlés. À ceci il faut ajouter les prélèvements non contrôlés pour l'irrigation, particulièrement en été. Parmi les autres usagers détenant une licence on compte des industries, comme Kemiplas Koper (0.035 m3/s). Au bout du compte la croissance démographique et économique a signifié plus d'habitations, d'agriculture, de piscicultures, d'industries, de tourisme, de commerce, de circulation, de décharges, observés en aval. Beaucoup d'irrigations agricoles sont non régulées. Des  interventions hydro-techniques ont été construites. 
Pollution
Il y avait 30 petites décharges d'eaux  dans le Rižana, dont sept directement dans le cours d'eau. Le Rižana était pollué par des matières fécales et des eaux usées industrielles, ainsi que par les rejets des deux piscicultures et les écoulements de l'agriculture (fertilisants, pesticides). Certaines décharges d'eaux usées se faisaient dans les ruisseaux de moulins (un milieu propice à la reproduction des poissons). 
Les prélèvements et la pollution humains de la rivière ont perduré depuis longtemps, ce qui a engendré depuis tout aussi longtemps des changements dans la diversité des macro-invertébrés, des algues périphytiques et de la biomasse périphyte. 

### Mesures prises et en cours
En Slovénie la détermination des débits des cours d'eau était inexistante jusqu'à relativement récemment ; or c'est une mesure nécessaire préalablement à l'approbation de licences pour des prélèvements d'eau. Cette nécessité est prise en compte par l'Acte pour la Protection Environnementale, et par le nouvel Acte pour l'Eau qui est entré en vigueur en 2002. 
La Slovénie étant engagée dans le processus d'intégration à l'Union européenne, elle doit se préparer à appliquer la Directive-cadre sur l'eau ou DCE (Water Framework Directive, ou WFD) européenne. Cette directive implique d'atteindre le but de 'bon statut écologique' (' good ecological status', ou GES) d'ici à 2015. 
Définition du Débit Environnemental en Slovénie - 1976
La définition de la quantité et qualité de l'eau nécessaire à la préservation de l'équilibre écologique (également appelé 'débit écologiquement acceptable', ou 'débit environnemental', en anglais 'environment flow' ou EF) dans les eaux courantes et leur zone riparienne, a pour objectif la préservation de la structure et du fonctionnement de l'écosystème ; cette préservation est reflétée dans la diversité des espèces. Dans le cas du  Rižana il s'agissait aussi de tenir compte de la réhabilitation de la réserve naturelle de Škocjan, à l'époque fortement déséquilibrée et quasi-moribonde. 
La première définition de débit minimum pour les cours d'eau en Slovénie (Uradni list SRS, 1976) était définie comme la quantité d'eau permettant la survie des organismes aquatiques. Ceci a été la base prise en compte pour la délivrance de permis de prélèvements, en accord avec les régulations spécifiques. Cependant cela n'était pas suffisant pour la protection de l'équilibre écologique dans les systèmes des rivières ; du point de vue de la préservation de l'environnement et de la biodiversité c'était souvent catastrophique. L'évaluation du débit minimum était souvent fournie par les sociétés de pêche, mais en pratique les utilisateurs d'eau payaient des compensations pour les dégâts et continuaient à prélever de grandes quantités d'eau, amenant un assèchement souvent total en été. Pour cette raison le Ministère de l'Environnement finança un projet de recherche commencé en 1992 pour définir les critères d'évaluation de la quantité et qualité d'eau qui devait perdurer dans le cours d'eau. Ce projet fut achevé en 1994 (Vrhovšek et al., 1994) et complété / amendé en 2002 (Smolar-Žvanut et al., 2002).
Calculs de 1986
En 1986, sur la base de calculs hydrologiques et en réponse aux régulations, le Ministère de l'Environnement et de l'Organisation de l'Espace avait déterminé 0.110 m3/s comme débit minimum en période sèche d'été. 
Études de 1994-1996
La première analyse systématique des conditions de l'eau dans le Rižana a eu lieu en 1992-1993, publiée en 1994. Elle incluait aussi la collecte d'informations sur tous les usagers et pollueurs du Rižana. Les plus gros usagers s'avérèrent être les municipalités, pour la fourniture d'eau de ville. La compagnie des eaux, Rižanski Vodovod, suivait le plan de 1986 stipulant que le plus gros prélèvement autorisé était de 0.350 m3/s, dont 0.240 m3/s pour la consommation et 0.110 m3/s pour la préservation du débit minimum.
Cette étude a conclu que la moyenne du flot résiduel en été (un débit de  0.110 m3/s) est trop bas, engendrant la croissance du phytobenthos et la baisse de la diversité du zoobenthos, avec un déficit important des espèces de macro-invertébrés. C'est lors de la période sèche en été, que les prélèvements d'eau par les humains pour consommation et irrigation sont à leur plus élevé. Ceci est reflété dans la détérioration de l'environnement aquatique, causant plusieurs cas de poissons morts faute d'eau en quantité et surtout en qualité. 
L'étude proposa une valeur de 0.160 m3/s pour le Débit Environnemental en été ; ceci devait réduire les niveaux de pollution et permettre la préservation de l'équilibre écologique dans la rivière et dans sa zone riparienne. Les usagers ne furent pas consultés pour cette étude parce qu'elle visait l'aspect écologique. Cependant l'apport d'eau nécessaire à l'alimentation de la réserve naturelle de Škocjan ne fut pas inclus.
En 1996 eut lieu l'étude sur la détermination du Débit Environnemental du Rižana, commandé par le Ministère de l'Environnement, incluant des recherches indépendantes et concernant l'hydrologie, des mesures hydrauliques, la morphologie, la biologie et l'architecture paysagiste. 
Étude de 2004
L'étude de 2004 recommande de viser plus particulièrement la section du Rižana avant son estuaire, à cause de la spécificité de son biotope notamment pour la réserve naturelle de Škocjan ; et de prendre en compte les résultats de telles recherches pour la régulation du régime du Rižana. En plus de la redéfinition du Débit Environnemental, l'étude recommande aussi un usage plus rationnel de l'eau, la régulation des prélèvements d'eau arbitraires et incontrôlés, le traitement des eaux usées, et de consulter des biologistes avant tout développement concernant la gestion de l'eau (la définition de seuils, l'aménagement des rives, etc.)..
Situation en 2004
La valeur estimée  du Débit Environnemental n'est pas encore appliquée, car la méthode pour son estimation n'est pas légalisée par décret. Il n'y a donc pas de législation en place pour amener une augmentation du DE, en particulier pour opposer aux demandes de l'usager principal, la compagnie des eaux Rižanski vodovod, qui redoute de manquer d'eau en été. 
L'article 71 du nouvel Acte pour l'Eau de 2002 stipule que le DE doit être assuré toute l'année ; et que l'eau ne doit être prélevée que sous condition que le statut écologique du cours d'eau soit respecté, prenant en compte les facteurs naturels nécessaires à la gestion de l'environnement..

Les anciens ruisseaux de moulins le long de la rivière sont protégés, comme zones de reproduction de la truite marbrée Salmo trutta marmoratus.

## Faune et flore
Proche du cours d'eau, les communautés de plantes telles que « Ostryo - Quercetum pubescentis » (Ostrya - Quercus pubescens, charme - chêne pubescent), « Carici humulis - Centaureetum rupestris » (Carex humilis - Centaurea rupestris, carex - centaurée) and « Bromo - Chrysopogonetum grylli » (Bromo - Chrysopogon gryllus, Brome - Chrysopogon) sont fréquentes. La végétation riparienne (croissant le long de la rivière) est dégradée par l'agriculture intensive et le développement du réseau routier.
La truite fario prédomine, à côté des truites arc-en-ciel et des truites hybrides ; on y trouve de plus en plus fréquemment la truite marbrée qui bénéficie d'un plan de sauvegarde à  partir des populations résiduelles pures découvertes dans les gorges de Zagorska où court la rivière Zadlascica.

## Tourisme
C'est un cours d'eau de bonne réputation parmi les pêcheurs, en particulier pour la pêche à la mouche. dont la saison s'étend de mars à novembre inclus, et spécialement au printemps quand l'intérieur des terres est encore sous l'emprise de l'hiver alors que la côte commence à s'épanouir. 
La pêche dans le Rižana est entièrement gérée par le Koper Fishing Club.